# Église Saint-Sébastien de Nienberge
L'église Saint-Sébastien de Nienberge (en allemand : Kirche St. Sebastian in Nienberge) est une église catholique située dans le quartier de Nienberge, à Münster, en Rhénanie-du-Nord-Westphalie. Elle est protégée comme monument historique. Depuis le 9 mars 2014, elle est affiliée à la paroisse Liebfrauen-Überwasser (en).

## Historique
La paroisse est fondée peu après l'an 1040. La tour du clocher, érigée au XIIe siècle dans un style roman, est pourvue d'abat-sons sur deux étages. L'église à nef unique possède une longue nef basse à trois travées et au plafond voûté. La clé de voûte, située au niveau du chœur, est ornée d'une représentation de saint Sébastien et de l'inscription « 1499 ». Au XXe siècle, un transept est ajouté à l'édifice.

## Mobilier et garnitures
L'église est pourvue de :
- un petit tabernacle octogonal du gothique tardif, dont le piédestal est orné de représentations de l'histoire du salut ;
- une chaire en pierre ornée de traceries. Elle date de l'époque de la construction de l'église, mais son pied a été rénové ;
- fonts baptismaux enlacés par un serpent, œuvre de Johann Wilhelm Gröninger (1790)
- 12 statues des apôtres en bois, moins grandes que nature, élaborées vers 1470 aux Pays-Bas, transmises à l'église Saint-Denis (de) de Nordwalde après la Réforme, d'où elles ont été cédées à Nienberge en 1895. (Nordwalde abrite de nouvelles copies de ces statues depuis les années 1980)[2] ;
- deux reliefs colorés en stuc représentant la flagellation et la Crucifixion de Jésus ainsi que la plainte de Marie ; elles proviennent du maître-autel érigé en 1655[3] ;
- quatre cloches en bronze fondues en 1950 par Petit & Edelbrock Gescher, de gamme d'-f'-g'-a'.

## Orgue
Le premier orgue de l'église est fabriqué en 1840 par le facteur Melchior Kersting (Münster). Il est transformé en 1959 par le facteur d'orgues Emanuel Kemper (Lübeck), puis doté d'un clavier positif de dos en 1979 par le facteur Friedrich Fleiter (Münster). Le grand orgue et le sommier sont restés inchangés depuis 1840. L'orgue compte 22 jeux pour deux claviers et pédalier. Il possède des tractions mécaniques et électriques.
| I Hauptwerk C–g3 |                |       |
| 1.               | Bordun         | 16′   |
| 2.               | Prinzipal      | 8′    |
| 3.               | Gedackt        | 8′    |
| 4.               | Salicional     | 8′    |
| 5.               | Oktave         | 4′    |
| 6.               | Rohrflöte      | 4′    |
| 7.               | Sesquialter II | 2 ⁄3′ |
| 8.               | Waldflöte      | 2′    |
| 9.               | Mixtur IV      | 1 ⁄3′ |
| 10.              | Trompete       | 8′    |
|                  | Tremulant      |       |

| II Rückpositiv C–g3 |             |       |
| 11.                 | Gedackt     | 8′    |
| 12.                 | Prinzipal   | 4′    |
| 13.                 | Koppelflöte | 4′    |
| 14.                 | Waldflöte   | 2′    |
| 15.                 | Quinte      | 1 ⁄3′ |
| 16.                 | Scharff III | 1′    |
| 17.                 | Dulzian     | 8′    |
|                     | Tremulant   |       |

| Pedal C–f1 |                 |       |
| 18.        | Subbass         | 16′   |
| 19.        | Offenbass       | 8′    |
| 20.        | Choralbass      | 4′    |
| 21.        | Rauschpfeife II | 2 ⁄3′ |
| 22.        | Fagott          | 16′   |

- Accouplement: II/I, I/P, II/P